# 黒沢英一
黒沢 英一（くろさわ えいいち、1894年 - 1953年）は、日本の植物研究者。台湾総督府農事試験場で技師を務め、植物ホルモンのジベレリンを初めて発見した。

## 来歴
茨城県筑波郡板橋村（現・つくばみらい市）出身。高等小学校から千葉県立高等園芸学校（現・千葉大学園芸学部・大学院園芸学研究科）を卒業した。
黒沢は台湾総督府農事試験場に勤務し、馬鹿苗病の研究をしていたが、1926年に黒沢はこの馬鹿苗病の原因となる寄生菌がつくる毒素を突き止め、その植物を伸長させるはたらきを明らかにした。
その後黒沢は茨城県に帰郷し、農林省農事試験場に勤務していたという。